# Lotto 3x3 Liga
Lotto 3x3 Liga – rozgrywki męskiej koszykówki 3x3 Polskiej Ligi Koszykówki, odbywające się w formie turniejowej podczas ligowej przerwy na występy reprezentacji Polski.
Spotkania LOTTO 3x3 Ligi transmituje Polsat. Sponsorem tytularnym rozgrywek jest Totalizator Sportowy, właściciel marki Lotto.

## Zespoły w sezonie 2022/2023
Składy:

### Grupa A
- Enea Abramczyk Astoria Bydgoszcz: Mateusz Bierwagen, Piotr Wińkowski, Aleksander Lewandowski, Jakub Ulczyński, Karol Kutta
- WKS Śląsk Wrocław: Oskar Hlebowicki, Miłosz Góreńczyk, Wojciech Siembiga, Jakub Bereszyński, Daniel Gołębiowski, Szymon Tomczak
- Polski Cukier Start Lublin: Bartłomiej Pelczar, Sebastian Walda, Wiktor Kępka, Mateusz Dziemba, Roman Szymański, Kacper Młynarski
- BM Stal Ostrów Wielkopolski: Michael Hicks, Przemysław Galewski, Bartosz Perz, Krzysztof Spała, Mikołaj Spała, Patryk Marek

### Grupa B
- Rawlplug Sokół Łańcut
- MKS Dąbrowa Górnicza
- PGE Spójnia Stargard
- Tauron GTK Gliwice

### Grupa C
- Suzuki Arka Gdynia
- Legia LOTTO 3x3 Warszawa
- Enea Zastal BC Zielona Góra
- Anwil Włocławek

### Grupa D
- King Szczecin
- Twarde Pierniki Toruń
- Grupa Sierleccy Czarni Słupsk
- Trefl Sopot

## Medaliści
| Rok  | Mistrz                   | Wynik | Wicemistrz         | Brązowy medalista  | Wynik | 4. miejsce            | MVP                     |
| ---- | ------------------------ | ----- | ------------------ | ------------------ | ----- | --------------------- | ----------------------- |
| 2023 | Legia Lotto 3x3 Warszawa | 21–19 | Tauron GTK Gliwice | Suzuki Arka Gdynia | 21–10 | Rawlplug Sokół Łańcut | Arkadiusz Kobus (Legia) |